# Província da Cantuária
A Província da Cantuária, ou menos formalmente a Província do Sul, é uma das duas províncias eclesiásticas que constituem a Igreja da Inglaterra. A outra é a Província de Iorque (que consiste em 12 dioceses).

## Visão geral
A província é composta por 30 dioceses, cobrindo aproximadamente dois terços da Inglaterra, partes do País de Gales, todas as Ilhas do Canal e Europa continental, Marrocos, Turquia, Mongólia e o território da antiga União Soviética (sob a jurisdição da Diocese de Gibraltar na Europa).
A província anteriormente também cobria todo o País de Gales, mas perdeu a maior parte de sua jurisdição em 1920, quando as quatro dioceses da Igreja no País de Gales foram desestabelecidas e separadas de Cantuária para formar uma província eclesiástica distinta da Comunhão Anglicana. A Província da Cantuária manteve jurisdição sobre dezoito áreas do País de Gales que foram definidas como parte de "paróquias de fronteira", paróquias cujos limites eclesiásticos se estendiam pela fronteira temporal entre a Inglaterra e o País de Gales, que elegeram permanecer parte da Igreja da Inglaterra nas eleições de fronteira da Igreja da Inglaterra de 1915-1916.
O bispo metropolitano da província da Cantuária é o Arcebispo da Cantuária que também supervisiona as Ilhas Malvinas, uma paróquia extraprovincial.

## Capítulo provincial
Os bispos da Província do Sul se reúnem em Capítulo, no qual os papéis episcopais (os dos bispos) são análogos aos de um Capítulo Catedral.
No século XIX, Edward White Benson, arcebispo da Cantuária, discutiu com o bispo de Winchester e outros o papel do bispo de Winchester dentro do Capítulo. O bibliotecário do Palácio de Lambeth, Samuel Kershaw, descobriu documentos nos quais o bispo de Winchester era sub-reitor e o bispo de Lincoln chanceler, e outros nos quais Winchester era chanceler e Lincoln vice-chanceler. Benson decidiu que o bispo de Winchester seria chanceler da província e adicionalmente sub-reitor apenas durante uma vacância na sé de Londres (Decano da província). 
Além do arcebispo da Cantuária (metropolitano e primaz), os oficiais do capítulo são:
- Bispo de Londres – Reitor;
- Bispo de Winchester – Chanceler (Decano durante a sede vacante em Londres);
- Bispo de Lincoln – Vice-chanceler;
- Bispo de Salisbury – Precentor;
- Bispo de Worcester – Capelão;
- Bispo de Rochester – Cruciferário (Portador da Cruz).[4]

Assim, na cerimônia de confirmação que se seguiu à eleição de Justin Welby como arcebispo da Cantuária, em 4 de Fevereiro de 2013, estes foram, respectivamente: Richard Chartres, Tim Dakin, Christopher Lowson, Nick Holtam, John Inge e James Langstaff.

## Bispos qualificados como Lordes Espirituais
Os bispos de Londres e Winchester se juntam ao arcebispo e dois da província do norte da Inglaterra (Iorque e Durham) em ter ex officio (ou seja, em virtude do cargo que ocupam, portanto automaticamente) o direito de sentar na Câmara dos Lordes sujeito a manter certas convenções constitucionais incumbentes aos Lordes Espirituais, exigindo que eles falem de uma maneira, embora muitas vezes política, mas claramente não partidária, e não participem da maioria das votações influenciadas pelo partido. Vinte e um outros bispos diocesanos da Igreja da Inglaterra (que serviram por mais tempo) formam os outros Lordes Espirituais na Câmara dos Lordes.